# Samtgemeinde Boffzen
La comunità amministrativa di Boffzen (Samtgemeinde Boffzen) si trova nel circondario di Holzminden nella Bassa Sassonia, in Germania.

## Suddivisione
Comprende 4 comuni:
1. Boffzen
2. Derental
3. Fürstenberg
4. Lauenförde (comune mercato)

Il capoluogo è Boffzen.